# Jef van de Vijver
Jef van de Vijver (Teteringen, 22 augustus 1915 - Roosendaal, 20 februari 2005) was een Nederlands wielrenner.
Hij werd tweemaal wereldkampioen sprint bij de amateurs, in 1937 in Kopenhagen door de Fransman Pierre Georget te verslaan en in 1938 door de Italiaan Bruno Loatti en zijn landgenoot Jan Derksen te verslaan. 
Het jaar daarop werd hij professional, maar door het uitbreken van de Tweede Wereldoorlog kwam het niet tot verdere successen, mede door toedoen van de sterke concurrentie in eigen land van Arie van Vliet en Jan Derksen.